# Klaus Kuhnert
Klaus Kuhnert (* 26. März 1934) ist ein ehemaliger deutscher Fußballspieler.

## Spielerkarriere
Klaus Kuhnert begann 14-jährig im Stadtteilverein von Erlangen, in der Fußballabteilung des TSV Frauenaurach, mit dem Fußballspielen, wechselte 16-jährig in die Fußballabteilung des TV 48 Erlangen und rückte 18-jährig in deren erste Mannschaft auf. Für diese absolvierte er vier Spielzeiten in der viertklassigen 2. Amateurliga Mittelfranken Nord.
Zur Saison 1956/57 wurde er von der SpVgg Fürth verpflichtet, für die er in der Oberliga Süd, der seinerzeit höchsten deutschen Spielklasse, in 21 Punktspielen 20 Tore erzielte. In der Folgesaison traf er in 22 Punktspielen nur noch fünfmal.
Von 1958 bis 1960 war er für den Ligakonkurrenten FC Bayern München aktiv und war für diesen mit 20 Toren in 19 Punktspielen, und in seiner letzten Saison mit 12 Toren in 12 Punktspielen äußerst erfolgreich. Mit gleich drei Toren zum Saisonauftakt am 16. August 1958 beim 3:1-Sieg im Auswärtsspiel gegen den FSV Frankfurt war er der einzige Torschütze der Bayern.
In der Saison 1960/61 war er beim Schweizer A-Nationalligisten FC Lausanne-Sport aktiv, bevor er in der Saison 1962/63 in Österreich für den Bundesligaaufsteiger SV Austria Salzburg in lediglich vier Punktspielen eingesetzt wurde, dennoch ein Tor erzielte.
Nach Deutschland zurückgekehrt, absolvierte er 1964/65 eine Spielzeit für Germania Wiesbaden in der drittklassigen 1. Amateurliga Hessen. Seine Fußballerkarriere ließ er in der Saison 1965/66 beim südwestdeutschen Amateurligisten ASV Landau ausklingen.

## Trainerkarriere
Nach Erlangung seiner Trainerlizenz trainierte er bis 1974 den RSV Petersberg und anschließend, für lediglich drei Monate, den KSV Hessen Kassel. 1975/76 war er Co-Trainer der Nationalmannschaft von Saudi-Arabien.